# Autoserica leopoldi
Autoserica leopoldi är en skalbaggsart som beskrevs av Louis Burgeon 1942. Autoserica leopoldi ingår i släktet Autoserica och familjen Melolonthidae. Inga underarter finns listade.